# Sierra Leone
Sierra Leone – państwo położone w zachodniej Afryce, na wybrzeżu Oceanu Atlantyckiego. Sierra Leone na północy graniczy z Gwineą (652 km), a na południowym wschodzie z Liberią. Obecnie członek Unii Afrykańskiej i ECOWAS.

## Historia
Prawdopodobnie na tereny dzisiejszego Sierra Leone, Gwinei, Gambii i Wybrzeża Kości Słoniowej w V wieku p.n.e. przybył kartagiński żeglarz Hannon. To tutaj po raz pierwszy zobaczył takie zwierzęta jak goryle. Wracając do Kartaginy przywiózł mnóstwo zwierząt, broni i niewolników z tamtejszych plemion, a sam pod bramy miasta zajechał na rydwanie ciągniętym przez lwy. Kartagińczycy go zabili, ponieważ uważali, że człowiek, którego słuchają zwierzęta, jest bardzo niebezpieczny.
Pierwsze zapiski o Sierra Leone pochodzą z 1462, kiedy to portugalscy odkrywcy, między innymi Pedro de Cintra, przybili do brzegów kraju, który ochrzcili mianem „Gór Lwich”, czyli Sierra Leone. Nazwa pochodzić miała od przypominającego ryk lwa odbijania się fal oceanu od górzystych brzegów
Dwa główne plemiona: Mende i Temne, w tym okresie przywędrowały z innych terenów środkowej Afryki. Z tej krainy Europejczycy przez ponad trzy stulecia pozyskiwali niewolników. Kwitło tam także piractwo. Datą kończącą ten proceder był rok 1787. Właśnie wtedy brytyjskie Towarzystwo Antyniewolnicze wykupiło przybrzeżne tereny i założyło dzisiejszą stolicę – Freetown. Było to miasto dla byłych niewolników żyjących w Londynie.
Pod koniec XVIII wieku rozpoczęła się brytyjska kolonizacja Sierra Leone, przede wszystkim przez The Sierra Leone Company Alexandra Falconbridge’a. W 1808 Sierra Leone stało się kolonią brytyjską, pozostając nią do wieku XX, kiedy rozpoczął się proces dekolonizacji. W 1896 Sierra Leone uczyniono protektoratem brytyjskim, który był oddzielony od Freetown i przyległych terenów (do 1951). Początek niepodległości tego afrykańskiego państwa to 27 kwietnia 1961. Pierwszym premierem został Sir Milton Margai. W 1971 proklamowano republikę.
W latach 80. XX wieku na skutek korupcji, waśni plemiennych i biedy kraj pogrążył się w walkach wewnętrznych. Od 1985 Sierra Leone zaczęła rządzić monopartia Kongres Ogólnoludowy. W 1991 w republice rozgorzała wojna domowa. Przeciwko rządowi zbuntował się Zjednoczony Front Rewolucyjny (Revolutionary United Front – RUF) pod wodzą Fodaya Sankoha. Walka między dwoma bardzo zróżnicowanymi wewnętrznie obozami skupiała się wokół kontroli nad władzą i dochodami państwa, a przede wszystkim nad znacznymi złożami bogactw mineralnych: boksytu, tytanu, a zwłaszcza diamentów. W wojnie śmierć poniosło około 100 tys. osób. Należy dodać wielką liczbę ofiar „pośrednich” – ludzi, którzy umarli z głodu i w wyniku chorób. Tragiczny bilans powiększa również bliżej nieokreślona liczba inwalidów oraz ok. 500 tys. uchodźców i 700 tys. ludzi przesiedlonych na terenie kraju.
W maju 1997 miał miejsce zamach stanu – dotychczasowy prezydent Ahmad Tejan Kabbah został obalony, a na jego miejsce powołano majora J.P. Koromaha (wkrótce jednak Kabbah został przywrócony na stanowisko).
Traktat pokojowy podpisany 7 lipca 1999 w Lomé (Togo) dawał nadzieję na załagodzenie wewnętrznego konfliktu o diamenty oraz na odbudowanie zrujnowanej gospodarki i infrastruktury. Od końca 1999 prawie 6000 ochotników starało się przywrócić ład i porządek w tym rejonie.
Rok później sytuacja stała się na tyle niebezpieczna, że musiały interweniować wojska brytyjskie. W „Operacji Palliser” ewakuowano obywateli zagranicznych. Żołnierze doprowadzili do zawieszenia broni i końca wojny domowej, która oficjalnie zakończyła się w 2002. Od czasu jej zakończenia sytuacja polityczna w Sierra Leone jest stabilna. Ugrupowania rebelianckie się rozbroiły, a ich przywódcy wzięli udział w wyborach i uczestniczą w życiu politycznym kraju. Byli rebelianci, którzy nie potrafili się znaleźć w nowej rzeczywistości bądź nie znaleźli pracy, odpowiadają za drobną przestępczość i napady rabunkowe, przed którymi często przestrzegają mieszkańcy kraju.

## Ustrój państwa
Sierra Leone jest republiką w której obowiązuje system wielopartyjny, a władzę wykonawczą sprawuje wybierany co 5 lat prezydent. Kieruje on też Radą Ministrów. Jednoizbowy parlament składa się ze 124 posłów. 112 z nich wybieranych jest razem z prezydentem, pozostali zaś to najważniejsze osoby w państwie. Prawa człowieka oraz wolność wyznania są respektowane.

## Klimat
Sierra Leone znajduje się w strefie klimatu podrównikowego, wybitnie wilgotnego, z wyraźną sezonowością oraz różnorodnymi środowiskami od sawann do lasów tropikalnych. Średnie miesięczne temperatury powietrza wahają się w granicach od 25 do 28 °C, opady sięgają 3400 mm w skali roku. Pora deszczowa trwa od końca maja do października, pora sucha od listopada do kwietnia.

## Geografia
Długość geograficzna: 10°–13°W
Szerokość geograficzna: 7°–10°N

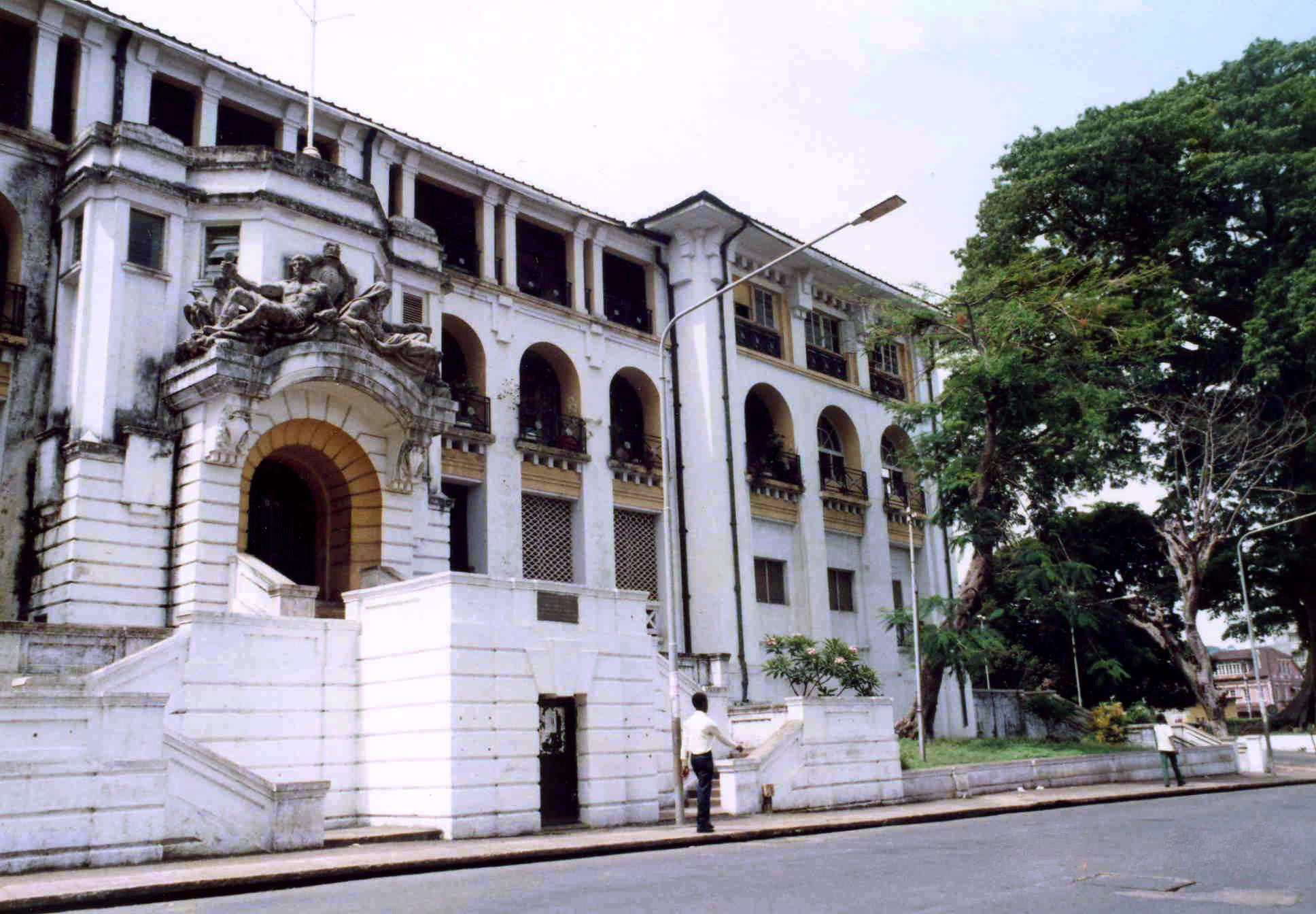
Siedziba Sądu Najwyższego we Freetown

Z wyjątkiem półwyspu, na którym leży stolica kraju, tereny nadbrzeżne i wyspy Tasso, Banana, Sherbro oraz York są bagnistymi terenami nizinnymi, na których występują lasy namorzynowe. Reszta kraju to w większości wyżynny, pagórkowaty płaskowyż (ok. 300 m n.p.m.) pokryty lasami, w części wschodniej znajdują się góry z najwyższym szczytem – Bintumani (Loma Mansa) (1948 m n.p.m.). Największe rzeki to Mano, Moro, Sierra Leone, Sewa, Pampana, Rokel, Great Scarcies i Little Scarcies. Granice mają łączną długość 958 km. Z tego z Gwineą 652 km, a z Liberią 306 km. Linia brzegowa ma długość 402 km.

### Podział administracyjny
Sierra Leone podzielone jest na 4 prowincje i Obszar Zachodni o statusie prowincji. Jednostki te dzielą się dalej na łącznie 14 dystryktów.

### Główne miasta
Głównym ośrodkiem handlowo-kulturowym jest Freetown.

## Gospodarka
Sierra Leone jest jednym z najbiedniejszych państw na świecie. ONZ zalicza ten kraj do grupy jednych z najsłabiej rozwiniętych państwa świata (tzw. LDC – Least Developed Countries). Swoją gospodarkę opiera prawie wyłącznie na wydobyciu diamentów. Obecne są też złoża innych minerałów, takich jak ruda tytanu – rutyl, boksyty. Około dwóch trzecich ludności żyje z rolnictwa i rybołówstwa, jednak te dziedziny, podobnie jak cała gospodarka i infrastruktura są bardzo słabo rozwinięte.
PKB na mieszkańca 941 USD (2007).

## Środki przekazu

### Gazety
W Sierra Leone ukazuje się jeden rządowy dziennik, wydawany we Freetown – „Daily Mail”, założony w 1931, nakład 10 tys. egzemplarzy oraz inne gazety i czasopisma, m.in.: „Concord Times” (wydawany 3 razy w tygodniu), „Standard Time Press”, „The New Globe”, „The Pool Newspaper”.

### Agencje prasowe
Działają: agencja prasowa Sierra Leone News Agency, założona w roku 1980 oraz serwis internetowy Cotton Tree News, zarządzany przez organizacje pozarządowe.

### Radio
Oprócz państwowej rozgłośni Sierra Leone Broadcasting Service działa kilka prywatnych nadawców, głównie we Freetown.

### Telewizja
W kraju działa państwowa telewizja Sierra Leone Broadcasting Corporation (SLBC) (założona w roku 1963, o ograniczonym zasięgu sygnału) oraz prywatna ABC TV (od 2005).

## Transport

### Infrastruktura kolejowa
Długość linii kolejowych: 84 km.

Sieć kolejowa Sierra Leone

Sierra Leone dysponowała niegdyś większą siecią kolejową, z główną linią przebiegającą przez większość terytorium kraju, od wybrzeża po tereny przygraniczne z Liberią i Gwineą, z odgałęzieniem na południe do Makeni. Była to kolej wąskotorowa o szerokości toru 762 mm, która następnie została w 1930 znacjonalizowana pod postacią spółki Sierra Leone Development Company.
W roku 1975 sieć została zlikwidowana. Likwidacja była spowodowana złym stanem infrastruktury, niewielką szerokością torów - co uniemożliwiało przystosowanie linii do ciężkich przewozów towarowych - oraz rozwojem motoryzacji samochodowej. Jako jej upamiętnienie istnieje Narodowe Muzeum Kolei w Cline Town
Jedyną czynną obecnie trasą szynową jest linia o szerokości 1067 mm (tzw. rozstaw przylądkowy) biegnąca z  Pepel do kopalni żelaza w Farangbaya, służąca głównie do przewozu urobków kopalnianych.

### Infrastruktura drogowa
- Drogi utwardzone: 904 km[13]
- Drogi nieutwardzone: 10396 km[13]

Przez teren Sierra Leone przebiega planowana Trans–West African Coastal Highway. W momencie ukończenia budowy wszystkich mostów zapewni ona połączenie utwardzoną drogą państw ECOWAS.

## Ludność

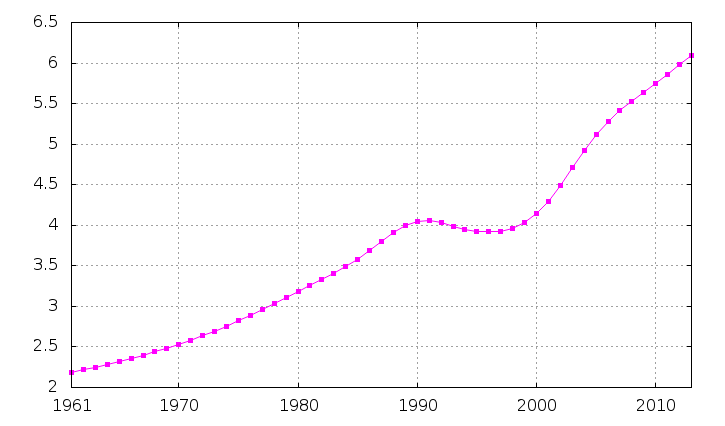
Zmiany liczby ludności Sierra Leone w latach 1961–2003

W Sierra Leone żyje około 20 plemion, które stanowią 90% populacji. Najważniejsze z nich to Temne na północy i Mende w centrum i na południu. Resztę mieszkańców stanowią Kreole, Azjaci i potomkowie angielskich kolonizatorów.
68% populacji żyje poniżej granicy ubóstwa.

### Religia
Struktura religijna kraju w 2010 roku według Pew Research Center:
- islam – 78%
- chrześcijaństwo – 20,9%:
  - protestantyzm – 13,7% (głównie: zielonoświątkowcy i metodyści)
  - katolicyzm – 7,1%
- tradycyjne religie plemienne – 0,8%
- inne religie – 0,2%
- brak religii – 0,1%.

### Grupy etniczne
| Grupa etniczna               | Język                                            | Liczebność w tys. | Procent ludności |
| ---------------------------- | ------------------------------------------------ | ----------------- | ---------------- |
| Mende (Mande)                | Język mende                                      | 2071              | 30,91%           |
| Temne                        | Język temne                                      | 1633              | 24,37%           |
| Krio (Kreole)                | Język krio                                       | 697               | 10,4%            |
| Limba                        | Język limba                                      | 445               | 6,64%            |
| Kuranko (Malinke)            | Język kuranko                                    | 358               | 5,34%            |
| Kono (Mande)                 | Język kono                                       | 272               | 4,06%            |
| Fulani (2 grupy)             | Język pular                                      | 239               | 3,57%            |
| Sherbro                      | Język sherbro                                    | 179               | 2,67%            |
| Loko (Mande)                 | Język loko                                       | 179               | 2,67%            |
| Kissi                        | Język kissi                                      | 166               | 2,48%            |
| Susu                         | Język susu                                       | 159               | 2,37%            |
| Maninka (Malinke)            | Język maninka                                    | 139               | 2,07%            |
| Arabowie libańscy (Arabowie) | Dialekty syryjsko-palestyńskie języka arabskiego | 40                | 0,6%             |
| Jalunka (Malinke)            | Język jalunka                                    | 40                | 0,6%             |

### Język
Sierra Leone było brytyjskim protektoratem; językiem urzędowym jest angielski. Wśród języków lokalnych dominuje język krio, który jest językiem potomków wyzwolonych z byłych brytyjskich kolonii niewolników, jest rozumiany w całym kraju.
Języki rodzime są tożsame z głównymi grupami etnicznymi, których w Sierra Leone jest kilkanaście. Największe z nich to dominujący na południu Mende oraz Temne na północy.
Ponadto w 2002 roku Sierra Leone ogłosiło język bengalski drugim oficjalnym językiem w kraju. Był to akt podziękowania dla Bangladeszu za wkład tego kraju w misję pokojową w Sierra Leone pod auspicjami ONZ. Bangladesz miał tam 5'800 żołnierzy z ponad szesnastu tysięcy stacjonujących.

### Opieka zdrowotna
Na całym obszarze Sierra Leone występuje wysokie zagrożenie malarią, cholerą i wieloma chorobami przewodu pokarmowego. Obowiązkowe jest regularne szczepienie na żółtą febrę. Szczepionki wykonuje Państwowa Inspekcja Sanitarna. Średnia długość życia w latach: kobiety: 45,5; mężczyźni: 40,3. Sierra Leone ma najwyższy na świecie wskaźnik zgonów podczas porodów oraz zgonów kobiet w ciąży.

### Kuchnia
Z wykorzystaniem zróżnicowanych liści przyrządza się plasas – przypominający zupę sos, będący dodatkiem do ryżu lub makaronu. Podstawą plasas mogą być liście szczawiu, szpinak lub liście słodkiego ziemniaka. Są również zupy o innych smakach, jak na przykład zupa pieprzowa. Plasas, jak i innych przekąsek można spróbować w małych lokalach, położonych zwykle w okolicach bazarów, placów autobusowych i innych często odwiedzanych przez podróżnych miejscach. Spożywana jest także ogromna ilość ryb oraz produktów wyprodukowanych przez tutejszych rolników. W Sierra Leone warzy się tylko jeden gatunek jasnego piwa, Star Lager (na licencji Browaru Kumasi, Ghana).

## Obyczaje
Zawsze należy poprosić o pozwolenie na fotografowanie, zwłaszcza jeśli obiektem mają być przedmioty używane podczas tradycyjnych ceremonii religijnych w miejscach kultu (np. maski).

## Siły zbrojne
Sierra Leone posiada trzy rodzaje sił zbrojnych: lądowe, powietrzne oraz morskie. Roczny budżet na cele obronne wynosi 30 mln dolarów a liczba żołnierzy aktywnych zawodowo wynosi 8 500 osób. Siły powietrzne (stan na 2021) posiadają pięć helikopterów w tym dwa służące do ataku, siły lądowe dysponują 20 pojazdami opancerzonymi, natomiast w skład sił morskich wchodzi 7 statków patrolowych. Armia tego kraju znajduje się na 136 miejscu w rankingu Global Firepower 2021.